# Yngve Ryd
Nils Yngve Ryd, född 12 januari 1952 i Jokkmokks församling, Norrbottens län, död 17 maj 2012 i Jokkmokk, Norrbottens län, var en svensk författare.

## Biografi
När Yngve Ryd skulle börja gymnasiet flyttade familjen till Västerås. 1978 återvände Ryd till Lappland för att gå ekologilinjen på Samernas folkhögskola i Jokkmokk, och samtidigt började han intervjua skogsarbetare. 
Han skrev sedan en rad böcker som förmedlade kunskaper som inte tidigare fanns nedtecknade.
Ryd försörjde sig på 1980-talet som sågverksarbetare medan han skrev sin första bok Timmerskogen, och sedan (med Gunnar Edholm) Jägarliv i Jokkmokks fjällvärld. Fortsatt intervjuande av gamla timmerkörare resulterade i Timmerhästens bok 1991. 
Därefter började Yngve Ryd intervjua äldre samer om deras traditionella kunskap, och han har i en rad skrifter och böcker bevarat deras kunnande för eftervärlden. Han studerade även etnologi och biologi vid Umeå universitet.
År 2001 utkom Snö – renskötaren Johan Rassa berättar. För den boken prisbelönades Yngve Ryd och Johan Rassa av Gustav Adolfs Akademien.
Nästa större verk, Eld: flammor och glöd – samisk eldkonst, kom 2005. År 2007 publicerades Ren och varg, där samer berättar om djur. Sedan fortsatte 
Ryd att intervjua samer om den samiska stjärnhimlen, samiska fågelnamn, fjällgässens försvinnande och om pilbågsjakt på vildren med mera. Delar av detta har publicerats i svenska och norska tidskrifter och konferensrapporter.
Yngve Ryd var bror till författaren Lilian Ryd.

## Priser och utmärkelser
- 1990 – Arbetarnas bildningsförbund Norrbottens kulturstipendium
- 1993 – Gustav Adolf Akademins pris
- 1994 – Norrländska Socialdemokratens kulturpris
- 2000 – Hedenvind-plaketten
- 2005 – Norrbottens läns landstings kulturstipendium Rubus arcticus
- 2008 – Hedersdoktor vid Umeå universitet